# Tapinas
Tapinas ist ein litauischer männlicher Familienname. Die Herkunft ist nicht klar. Im Lettischen gibt es den Familiennamen Tapiņš. Das litauische Verb tapinė́ti bedeutet „mit kleinen Schritten laufen oder gehen“ und tapóti „durch den Schlamm waten, quetschen; zu gehen, Fußspuren zu hinterlassen“.

## Weibliche Formen
- Tapinaitė (ledig)
- Tapinienė (verheiratet)
- Tapinė (neutral)

## Namensträger
- Andrius Tapinas (* 1977), Journalist, Schriftsteller, Pokerspieler
- Jonas Laimonas Tapinas (1944–2022), Journalist, Hochschullehrer